# Asplenium mucronatum
Asplenium mucronatum är en svartbräkenväxtart som beskrevs av Presl. Asplenium mucronatum ingår i släktet Asplenium och familjen Aspleniaceae. Inga underarter finns listade.